# VCC-1 カミリーノ
VCC-1 カミリーノ (イタリア語: VCC-1 Camillino) は、1970年代にM113装甲兵員輸送車をベースに開発された装軌式装甲兵員輸送車である。歩兵戦闘車に類別することもある。
VCC-1の原型はアメリカ合衆国のFMCコーポレーションで開発され、その後イタリアのオート・メラーラ社が開発を引き継いで完成された。イタリア陸軍で制式採用されたほか、パキスタン、サウジアラビア、ウクライナでも運用されている。

## 開発
イタリア陸軍は多数のM113装甲兵員輸送車を運用していたが、搭載するM2 12.7mm重機関銃の射手が防御されていないこと、車内から兵員が射撃できないことを不満としていた。この点を改善するために開発されたのが本車であり、設計は当初アメリカのFMCコーポレーションで行われ、その後イタリア陸軍向けにM113のライセンス生産を行っていたオート・メラーラ社が引き継いで完成された。完成した車両はイタリア陸軍車両技術局による評価試験を経て、VCC-1として制式採用された。

## 設計
基本レイアウトは原型となったM113に似ており、車体前部は同一である。車体前部右側にエンジンがあり、左側に操縦手席、操縦手席後方に車長席がある。車体後部は兵員室で、側面上部は傾斜がつけられているほか、車内空間確保のためM113にあった燃料タンクが廃止され、代わりに車体後部ランプ左右に燃料タンクが装備されている。兵員室の定員は7名で、視察窓付きのガンポートが側面に各2か所、後部ランプに1か所設置されている。
エンジンは215馬力のGMC モデル6V-53 水冷6気筒ディーゼルエンジンとする資料と、MTU 8V199TE20 ディーゼルエンジンとする資料がある。最大速度は時速64.4キロメートル、航続距離は550キロメートル、登坂能力は60％、越堤能力は0.61メートル、越壕能力は1.68メートルである。水陸両用能力を有しており、水中では車体前面のトリム・ベーンを展開し、キャタピラにより時速5キロメートルで推進できる。
主武装となるM2 12.7mm重機関銃は操縦手席の右側にあるキューポラに装備されており、銃座を囲む形で防弾板が設置されている。このほか、兵員室上部に7.62mm機関銃を装備することができる。
装甲はアルミニウム合金製で、前面と左右には防弾鋼板の増加装甲がボルト止めで取り付けられている。また、本車は1993年に約50両がソマリアに派遣されたが、派遣車両にはイスラエルのラファエル社製EAAK増加装甲が取り付けられている。

## 派生型
VCC-1 Mk2
遠隔操作式の12.7mm重機関銃を装備した改良型。イタリア軍では採用されなかった。
VCC-1 Mk3
20mm機関砲を装備した試作車両。
VCC-1 ITOW
戦車駆逐車型。アメリカ軍のM901 ITV対戦車車両に搭載されていたものと同型の、エマーソン社製TOW対戦車ミサイル発射機を装備している。サウジアラビアに輸出された。
VCC-2
既存のM113を改修し、増加装甲を追加した車両。改修車両のため、VCC-1にある車体側面上部の傾斜はなく、M113同様垂直となっている。

## 運用国
- イタリア

イタリア陸軍が制式採用し、1982年から導入を開始した。導入数は資料によって異なり、600両や1,000両以上、1,350両などかなり幅がある。ソマリアでは実戦を経験している。ダルド歩兵戦闘車に代替されて退役した。
- パキスタン

イタリア軍の退役車両の一部を再就役させた。2024年時点で、パキスタン陸軍が600両のVCC-1およびVCC-2を運用中。
- サウジアラビア

1983年から1984年にかけて、戦車駆逐車型を200両ないし224両導入。2024年時点で、サウジアラビア陸軍が200両を運用中。
- ウクライナ

ウクライナ国家警察の特殊部隊が、VCC-2を運用している。